# Kolej krzesełkowa na Skrzyczne

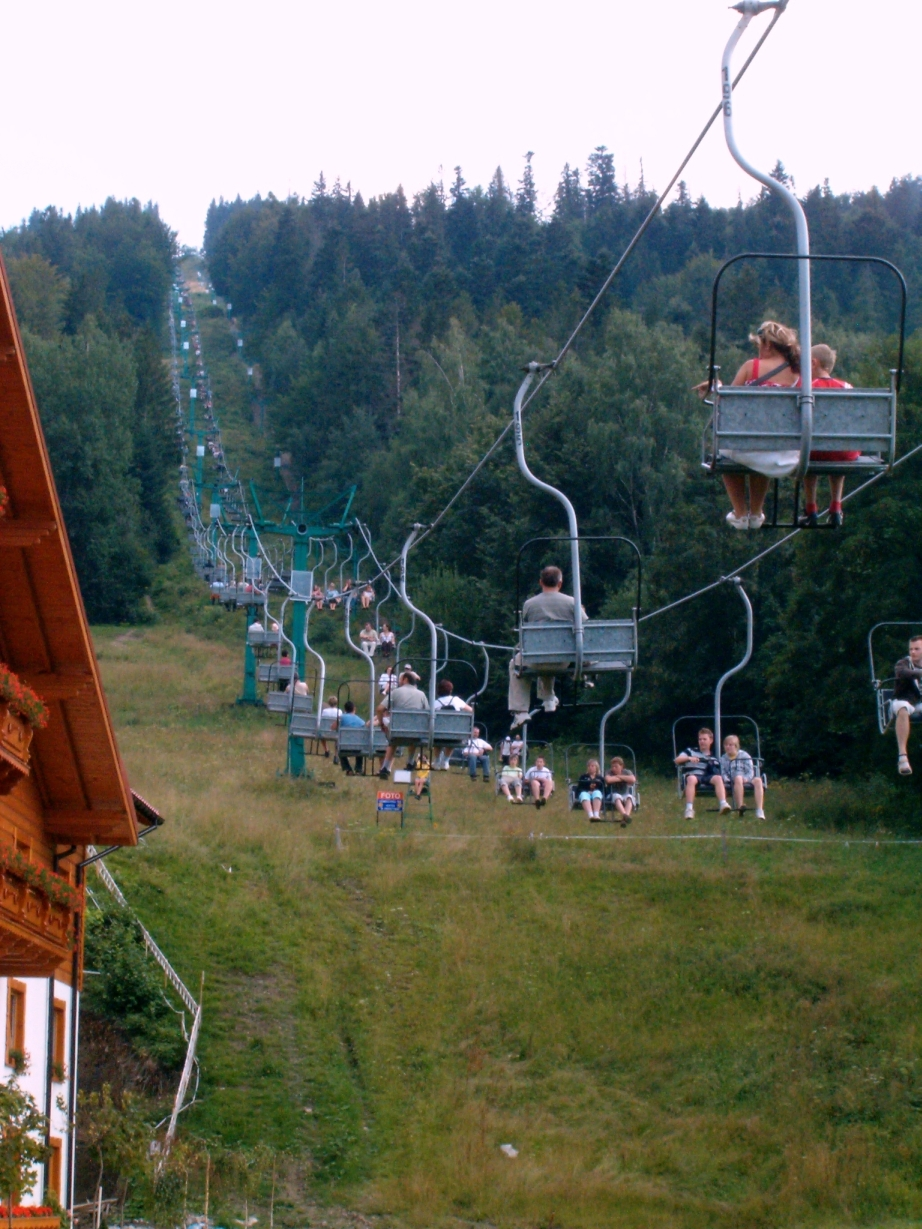
Kolej krzesełkowa na Skrzyczne przy stacji dolnej, 2009

Kolej krzesełkowa na Skrzyczne – całoroczna dwuodcinkowa kolej krzesełkowa ze Szczyrku na Skrzyczne, ze stacją pośrednią na Hali Jaworzynie. Kolej wykorzystywana jest przez turystów m.in. w celu dotarcia do Schroniska PTTK na Skrzycznem) oraz przez narciarzy na liczne trasy zjazdowe. Kolej wybudował Mostostal, a jej operatorem jest Centralny Ośrodek Sportu – Ośrodek Przygotowań Olimpijskich w Szczyrku. Nową kolej wybudowała firma Leitner Ropeways.

## Historia
Kolej krzesełkowa na Skrzyczne jest pierwszą w Polsce koleją krzesełkową. Pomysł jej powstania pojawił się w trakcie realizacji kolei gondolowej „Szyndzielnia”. Kolej wybudował w 1958 roku Mostostal we współpracy ze wschodnioniemiecką firmą VEB Maschinenbau z Lipska (dawniej Adolf Bleichert & Co.).
W grudniu 1990 roku, po modernizacji w trakcie której zmieniono m.in. krzesełka z 1-osobowych na 2-osobowe, oddano ponownie do użytku odcinek górny, a w grudniu 1993 roku odcinek dolny. W grudniu 2013 roku oddano po modernizacji odcinek górny: budowa zupełnie nowego wyciągu 4 osobowego po tej samej trasie co stary wyciąg. We wrześniu 2017 roku oddano po modernizacji odcinek dolny: budowa zupełnie nowego wyciągu 4 osobowego po tej samej trasie co stary wyciąg.
W grudniu 2024 roku, po rocznej przebudowie rozpoczęto eksploatację nowych 6-osobowych kanap austriackiej firmy Leitner; 7 grudnia z Dolin na Jaworzynę, a następnie także na odcinku górnym. Inwestycję wartą około 50 mln zł sfinansowało Ministerstwo Sportu i Turystyki.

## Dane techniczne
| Kolej krzesełkowa                     | na Skrzyczne – odcinek dolny           |
| ------------------------------------- | -------------------------------------- |
| Długość trasy [m]                     | 1592                                   |
| Poziom stacji dolnej [m n.p.m.]       | 539,1                                  |
| Poziom stacji górnej [m n.p.m.]       | 944,7                                  |
| Różnica poziomów [m]                  | 405,6                                  |
| Podpory trasowe                       | 10                                     |
| Typ krzesełek                         | 4-osobowe z osłonami przeciwwietrznymi |
| Liczba krzesełek                      | bd.                                    |
| Zdolność przewozowa [osób na godzinę] | do 2400                                |

| Kolej krzesełkowa                     | na Skrzyczne – odcinek górny           |
| ------------------------------------- | -------------------------------------- |
| Długość trasy [m]                     | 1181                                   |
| Poziom stacji dolnej [m n.p.m.]       | 948,7                                  |
| Poziom stacji górnej [m n.p.m.]       | 1244,9                                 |
| Różnica poziomów [m]                  | 296,2                                  |
| Podpory trasowe                       | 11                                     |
| Typ krzesełek                         | 4-osobowe z osłonami przeciwwietrznymi |
| Liczba krzesełek                      | bd.                                    |
| Zdolność przewozowa [osób na godzinę] | do 2400                                |